# Barnabasevangelium
Das Barnabasevangelium ist ein pseudepigraphisches Evangelium, das nach Barnabas, einem Apostel aus dem engeren Führungskreis der Jesusbewegung, benannt ist. Die Überlieferungsgeschichte des Textes liegt teilweise im Dunkeln. Besondere Bedeutung erhält das Werk dadurch, dass es in zentralen Aussagen stark von der Glaubenstradition fast aller christlichen Konfessionen abweicht und islamisches Gedankengut enthält.
Von einzelnen islamischen Gelehrten wurde das Barnabasevangelium manchmal als Kronzeuge für eine Verfälschung der Lehre Jesu in den christlichen kanonischen Texten herangezogen. Der breite Konsens der Forschung sieht im vorliegenden Text dagegen eine Fälschung aus dem 14. bis 16. Jahrhundert. Diskutiert wird allerdings die Frage, ob es sich dabei um eine freie Schöpfung des Fälschers handelt oder ob und inwieweit er bei der Herstellung auf heute teils verlorene oder unbekannte ältere Quellen zurückgegriffen haben könnte.
Das Barnabasevangelium ist nicht zu verwechseln mit dem Barnabasbrief aus dem 2. Jahrhundert oder den Barnabasakten, die zu den neutestamentlichen Apokryphen gehören.

## Text
Das Barnabasevangelium bezeichnet sich selbst als „wahres Evangelium Jesu, genannt Christus, eines neuen Propheten, der von Gott der Welt gesandt, gemäß dem Bericht des Barnabas, seines Apostels“. Die Geschichte des Textes lässt sich nur bis ins 16. Jahrhundert zurückverfolgen. Der älteste vollständig erhaltene Text ist ein italienisches Manuskript aus dem 16. Jahrhundert, das heute in der Österreichischen Nationalbibliothek einzusehen ist. Des Weiteren ist ein spanisches Manuskript aus dem 18. Jhd. fragmentarisch erhalten, welches im Jahre 1976 in Sydney wiederentdeckt wurde und in dem die Kapitel 120 bis 200 fehlen. Griechische, lateinische oder aramäische Handschriften wurden niemals entdeckt.
Die postulierte frühe Textgeschichte beruht auf Spekulationen. So sei das Evangelium in der frühen Kirche weit verbreitet gewesen und beispielsweise durch Irenäus rezipiert worden, habe zwischenzeitlich sogar dem Kanon der alexandrinischen Kirche angehört, bis es im Jahr 325 durch das Konzil von Nicäa verboten worden sei. Der Papst habe jedoch ein Exemplar in seiner Privatbibliothek gerettet, wo es aufbewahrt worden sei, bis es am Ende des 16. Jahrhunderts ein Freund Papst Sixtus’ V. aus der Bibliothek entwendete. Nach einer weiteren Legende aus dem 16. Jahrhundert stammt ein Manuskript von Barnabas selbst. Es sei im Jahr 478 mitsamt den sterblichen Überresten des Barnabas auf Zypern entdeckt worden. Diese Behauptung beruft sich auf eine historisch unsichere zypriotische Legende des 5. Jahrhunderts, in der allerdings von einem Matthäusevangelium die Rede ist, das von Barnabas abgeschrieben worden sein soll, also gerade nicht selbst verfasst.
Für eine frühchristliche Existenz des heute bekannten Barnabasevangeliums gibt es keine Anhaltspunkte. Zwar nennen sowohl das Decretum Gelasianum (496 n. Chr.) als auch das dem Anastasios Sinaites zugeschriebene „Verzeichnis der 60 Bücher“ aus dem 7. Jahrhundert im Rahmen einer Auflistung apokrypher Schriften ein „Barnabas-Evangelium“ unter den kirchlich nicht angenommenen Büchern. Die Schrift ist jedoch sonst unbekannt und kann nicht einfach mit dem heute bekannten Barnabasevangelium identifiziert werden.
Die türkische Zeitung Türkiye meldete am 25. Juni 1986, dass eine zwei Jahre zuvor auf dem Berg Mem in Uludere (Südostanatolien) gefundene und angeblich aus dem 1. Jahrhundert stammende aramäische Handschrift mit dem Barnabasevangelium übereinstimme. Das Manuskript befinde sich im Besitz der türkischen Regierung, sei jedoch unveröffentlicht. Von einem erneuten Buchfund bei einer Schmugglerrazzia auf Zypern wurde 2012 berichtet. Da außer Presseberichten und Absichtserklärungen keine weiteren archäologisch oder paläografisch gesicherten Informationen existieren, sind Theorien zu den Funden nicht überprüfbar. Wissenschaftler bezweifeln bereits aufgrund der in der Presse veröffentlichten Fotos das vermutete Alter der Handschriften und halten sie für Fälschungen.

## Verfasser
Etliche fehlerhafte Darstellungen der Geographie und Geschichte Judäas in den Erzählungen zeigen, dass der Verfasser weder Zeit noch Örtlichkeiten der Handlung aus eigener Anschauung kannte. Gegen den Verdacht, es könnte sich um eine islamische Propagandaschrift handeln, sprechen die erheblichen Differenzen zur islamischen Lehre, die sich trotz Übernahme islamischer Vorstellungen in dem Text finden.
Ein unter Historikern als wahrscheinlich angesehener Erklärungsansatz ist es, im Verfasser einen zum Islam konvertierten Christen zu sehen, der über Kenntnisse in beiden Traditionen verfügte. Den Text habe er wahrscheinlich in der ersten Hälfte des 14. Jahrhunderts in Spanien verfasst. Außer den schon genannten Argumenten (mittelalterliches Gedankengut, fehlende antike Textbezeugung) bringt Lonsdale Ragg noch folgendes Argument zur Datierung vor: Das Barnabasevangelium spricht von den Jubeljahren im Abstand von 100 Jahren, während die biblische Tradition (Lev 25,8–12 ) einen 50-jährlichen Abstand nennt. 1300 n. Chr. setzte Papst Bonifatius VIII. die Jubeljahrfeier auf den 100-jährlichen Abstand fest, aber schon 1343 verkürzte Clemens VI. die Zeit auf die biblischen 50 Jahre und kündigte das nächste Jubiläum für 1350 an. Einen 100-jährlichen Turnus des Jubeljahres hat es also historisch nur in der Zeit von 1300 bis 1343 gegeben, was für eine Abfassung des Barnabasevangeliums in dieser Zeit spricht. Zusammen mit dem durch verschiedene Anspielungen auf Dantes Göttliche Komödie markierten Terminus post quem (1315) ergäbe sich damit ein relativ eng bestimmbarer Zeitrahmen für die Datierung der Komposition des Evangeliums.

## Inhalt
Die Theologie des Barnabasevangeliums weicht in drei fundamentalen Punkten von der Auffassung fast aller christlichen Kirchen und der kanonischen neutestamentlichen Schriften ab:
- Trinität, Gottessohnschaft Jesu
- Erlösertod am Kreuz
- Auferstehung

Das Evangelium schildert die Lebensgeschichte Jesu und seiner Jünger von der Ankündigung der Geburt Jesu bis zu seinem Tod. Der Text vereinigt dabei jüdische, christliche und muslimische Elemente. Wie die anderen Evangelien auch erzählt er von Jesu Wundern, seinen Gleichnissen, vom letzten Abendmahl, Verrat, Prozess und Kreuzigung. Im Gegensatz zur christlichen Tradition stirbt allerdings nicht Jesus, sondern – aufgrund einer Verwechslung – Judas Iskariot am Kreuz. Folglich kann es auch keine Auferstehung Jesu gegeben haben. Damit erweitert das Barnabasevangelium eine Aussage des Koran, der in seiner einzigen Erwähnung der Kreuzigung davon ausgeht, dass nicht Jesus gekreuzigt wurde, ohne jedoch das tatsächliche Geschehen näher zu erläutern oder sich auf eine andere Person festzulegen (Sure 4, 157–158). Im gesamten Text des Barnabasevangeliums findet sich dezidiert islamisches Gedankengut. So enthält es die in frühchristlicher Zeit noch unbekannte Schahada (das islamische Glaubensbekenntnis), nennt Adam, Abraham, Ismael, Moses, David und Jesus unterschiedslos „Propheten“ oder Gesandte Gottes oder lässt die Verheißung der Geburt Jesu an Ismael ergehen, der auch anstelle von Isaak durch Abraham geopfert werden soll. Damit bestreitet der Text die im Christentum vertretene exklusive Stellung Jesu Christi.
Aus der Rezeption islamischen Gedankengutes schließt die nichtislamische Redaktionskritik, dass die vorliegende Textgestalt nicht vor dem 7. Jahrhundert entstanden sein kann. Allenfalls wäre es denkbar, dass eine ältere Vorlage – sofern sie überhaupt existierte – nach dem 7. Jahrhundert in wesentlichen Teilen mit pro-islamischer Tendenz überarbeitet worden wäre. Eine weitergehende Analyse des Inhaltes zeigt Parallelen zu mittelalterlichem Gedankengut, so etwa den Vorstellungen Dantes über Himmel, Hölle und Paradies oder den Idealen mittelalterlicher Mönchsaskese. Als wahrscheinlichste Datierung gilt nicht-islamischen Historikern daher der Zeitraum vom 14. bis ins 16. Jahrhundert.

## Kontroversen zwischen islamischen und christlichen Theologen
Trotz Zurückweisung einer frühchristlichen Entstehungszeit des Buches in der Forschung hält die Diskussion über die Echtheit der Schrift in religiösen Auseinandersetzungen zwischen Islam und Christentum seit ihrer Entdeckung durch islamische Apologeten aus Indien im 19. Jahrhundert bis heute an. Manche islamische Ausleger halten aus apologetischen Gründen an der Annahme einer frühen Entstehungszeit des Barnabasevangeliums fest und sehen in ihm einen Beweis für die Verfälschung der christlichen Offenbarung durch die Tradition der Kirche, die in ihren Augen besonders durch Paulus von Tarsus bestimmt worden sei, den sie als Gegenspieler des Barnabas begreifen. Dezidiert christliche Ausleger lehnen dagegen die Möglichkeit einer auch nur partiellen Authentizität oder frühchristlichen Entstehung des Barnabasevangeliums oder auch seiner möglichen apokryphen Quellschriften besonders vehement ab. Evangelikal-bibelgläubigen Christen genügen bereits die Widersprüche zwischen den Darstellungen des Barnabasevangeliums und der kanonischen Evangelien als Fälschungsbeweis.

## Differenzen zur christlichen und islamischen Theologie
Das Barnabasevangelium enthält zahlreiche Übereinstimmungen mit islamischen Lehren, die folgenden Punkte deuten auf islamischen Einfluss hin:
- Notwendigkeit der Beschneidung
- Behauptung der Verfälschung des Alten Testaments durch die Juden (Pharisäer)
- Behauptung der Verfälschung des Neuen Testaments durch die Christen
- Biblische Persönlichkeiten wie Adam, Abraham, Ismael, Mose, David und Jesus werden als „Gesandte Gottes“ (Propheten) bezeichnet
- Adam rezitiert das islamische Glaubensbekenntnis (Schahāda)
- Ismael, nicht Isaak, wird von Abraham beinahe geopfert
- Jesus ist allein zu den Juden gesandt
- Übermittlung der Offenbarung Gottes durch den Engel Gabriel
- Jesus nennt Muhammad „den Größeren“, der nach ihm kommen werde
- Judas, nicht Jesus, wird gekreuzigt
- Paulus habe die christliche Lehre verfälscht

Einige Widersprüche zum Koran deuten darauf hin, dass der Verfasser nur oberflächlich mit dem Islam vertraut war und nicht alle islamischen Lehren kannte. Dies wird auch als Indiz dafür gedeutet, der Autor könnte Nichtmuslim oder Konvertit mit möglicherweise christlichem Hintergrund gewesen sein. Unter anderem folgende Aussagen des Barnabasevangeliums lehnen sich an Elemente der spätmittelalterlichen christlichen (römisch-katholischen) Tradition und Lehre an, finden sich aber nicht im Koran:
- Eintreten für die Monogamie
- Geburt Jesu in einer Herberge in Bethlehem
- Schmerzlose Geburt Jesu
- Neun Himmel und als zehnter das Paradies (christliche Fehldeutung islamischer Lehre)
- Muhammad  wird als Messias betrachtet (christliche Fehldeutung islamischer Lehre)

## Hauptargumente gegen die Frühdatierung
- Es gibt keine Textüberlieferung des Barnabasevangeliums vor dem 16. Jahrhundert.
- Im Gegensatz zu den kanonischen und auch zu apokryphen Texten ist bei christlichen Kirchenvätern oder Kirchenlehrern kein Zitat aus dem Barnabasevangelium nachgewiesen.
- Es wird vor dem 16. Jahrhundert auch von keinem islamischen Autor erwähnt.
- Es gibt im Barnabasevangelium mehrere schwere historische und geographische Fehler, wie beispielsweise, dass Jesus Christus geboren wurde, als Pilatus Statthalter war, also erst ab 26 oder 27 n. Chr. (Kap. 3), oder dass Jesus zu Schiff nach Nazareth fuhr (Kap. 20), das aber inmitten des Festlands liegt.
- Es gibt im Barnabasevangelium Widersprüche zu frühen nicht-christlichen Quellen.
- Das Barnabasevangelium zitiert aus der Vulgata, der lateinischen Bibelübersetzung, die jedoch erst gegen Ende des 4. Jahrhunderts n. Chr. entstand.
- Das Barnabasevangelium erwähnt vier der Fünf Säulen des Islam, die jedoch vor der Entstehung des Islam im 7. Jahrhundert n. Chr. unbekannt waren.

### Textausgaben und Übersetzungen
- Lonsdale Ragg, Laura Ragg: The Gospel of Barnabas. Clarendon Press, Oxford 1907. (letzte kritische Ausgabe des italienischen und arabischen Textes mit engl. Übersetzung, veraltet)
- Luigi Cirillo, mit Michel Frémaux (Übers.): Évangile de Barnabé : fac-similé, traduction et notes. Beauchesne Religions, Paris 1977. (Faksimile mit französischer Übersetzung und literaturwissenschaftlicher Einleitung, vgl. Rezension von John Wansbrough)
- Luis F. Bernabé Pons: El texto morisco del Evangelio de San Bernabé. Granada, 1998.
- Salim Spohr (Hrsg.), Safiyya M. Linges (Übers.): Das Barnabas Evangelium. 3. Auflage, Spohr Verlag, Lympia, Lefkosia (Zypern) 2014, ISBN 978-9963-40-002-7. (deutsche Übersetzung der Übersetzung der Raggs, mit Einleitung und Kommentierung)

### Artikel und Studien
- Rodney Blackhirst: Barnabas and the Gospels. Was There an Early Gospel of Barnabas? In: Journal of Higher Criticism (JHC) 7/1, (2000), S. 1–22.
- Rodney Blackhirst: The Exile of Jesus to Damascus in the Medieval Gospel of Barnabas. In: Journal of Higher Criticism (JHC) 8/1 (2001), S. 1–17.
- John Gilchrist: Origins and Sources of the Gospel of Barnabas. In: ders.: Facing the Muslim Challenge: A Handbook of Christian-Muslim Apologetics („Chapter Six: The Gospel of Barnabas“). Muslim Evangelism Resource Centre of Southern Africa, Benoni (Südafrika) 1999. (christlich-apologetische Handreichung)
- Jan Joosten: The Gospel of Barnabas and the Diatessaron. In: Harvard Theological Review 95 (2000), 73–96.
- Cláudio Vianney Malzoni: L’évangile de Barnabé et la tradition du Diatessaron en occident (Revue Biblique 130 (2006/4), 585–600).
- Oddbjørn Leirvik: History as a Literary Weapon: The Gospel of Barnabas in Muslim-Christian Polemics. In: Studia Theologica 2002:1, S. 4–26. (Übersichtsartikel)
- Luis F. Bernabé Pons: El Evangelio de San Bernabé: un evangelio islámico español. Alicante 1995. (Studie zum spanischen Urtext des Barnabasevangeliums, basierend auf der Dissertation desselben Autors aus 1992 mit der Edition)
- Ferdinand R. Prostmeier: Art. Barnabas-Literatur, II. Evangelium. In: Siegmar Döpp, Wilhelm Geerlings u. a. (Hrsg.): Lexikon der antiken christlichen Literatur. 3., vollst. neubearb. u. erw. Aufl., Herder, Freiburg im Breisgau 2002, S. 108
- Christine Schirrmacher: Mit den Waffen des Gegners. Christlich-Islamische Kontroversen im 19. und 20. Jahrhundert (= Islamkundliche Untersuchungen. Band 162). Klaus Schwarz Verlag, Berlin 1992. (Dissertationsschrift)
- Christine Schirrmacher: Wurde das wahre Evangelium Christi gefunden? In: Zeitschrift für Mission Jg. XXI, Heft 3, 1995, S. 210–211 (Letzte Fassung 2004, Onlinepublikation auf www.islaminstitut.de). (evangelikaler, islamkritischer Standpunkt)
- David Sox: The Gospel of Barnabas. Allen & Unwin, London 1984. (Sachbuch)